# Добролюбовське сільське поселення
Добролю́бовське сільське поселення (рос. Добролюбовское сельское поселение) — сільське поселення у складі Бікінського району Хабаровського краю Росії.
Адміністративний центр та єдиний населений пункт — село Добролюбово.

## Населення
Населення сільського поселення становить 115 осіб (2019; 126 у 2010, 194 у 2002).